# Jerome Karle
Pour les articles homonymes, voir Karle (homonymie).
Jerome Karle (né le 18 juin 1918 à New York et mort le 6 juin 2013) est un chimiste américain. Herbert Aaron Hauptman et lui sont colauréats du prix Nobel de chimie de 1985 pour « leurs réalisations remarquables dans la mise au point de méthodes directes de détermination des structures cristallines ».

## Biographie
Jerome Karle effectua le début de sa scolarité à New York. Très tôt il s'intéressa à la physique et à la chimie. En 1933, il entra à l'université, au City College of New York. Puis il étudia un an la biologie à l'université Harvard où il obtint un master en 1938.
Il travailla ensuite pour le New York State Health Department à Albany où il développa une méthode de mesure du fluor dans l'eau.
En 1940, il intégra le département de chimie de l'université du Michigan. Il obtint son doctorat en 1944.
Jerome Karle participa au projet Manhattan à l'université de Chicago de 1943 à 1944. Puis il retourna à l'université du Michigan où il travailla entre autres sur la structure de monocouches.
En 1946, il partit travailler à Washington DC pour le Naval Research Laboratory. Ses recherches l'amènent à s'intéresser à l'analyse des structures cristallines avec notamment Herbert Hauptman.
De 1981 à 1984, il fut président de l'union internationale de cristallographie.
Il a reçu en 2002 le titre de docteur honoris causa de l'université Jagellonne de Cracovie.